# Khuyết tật men

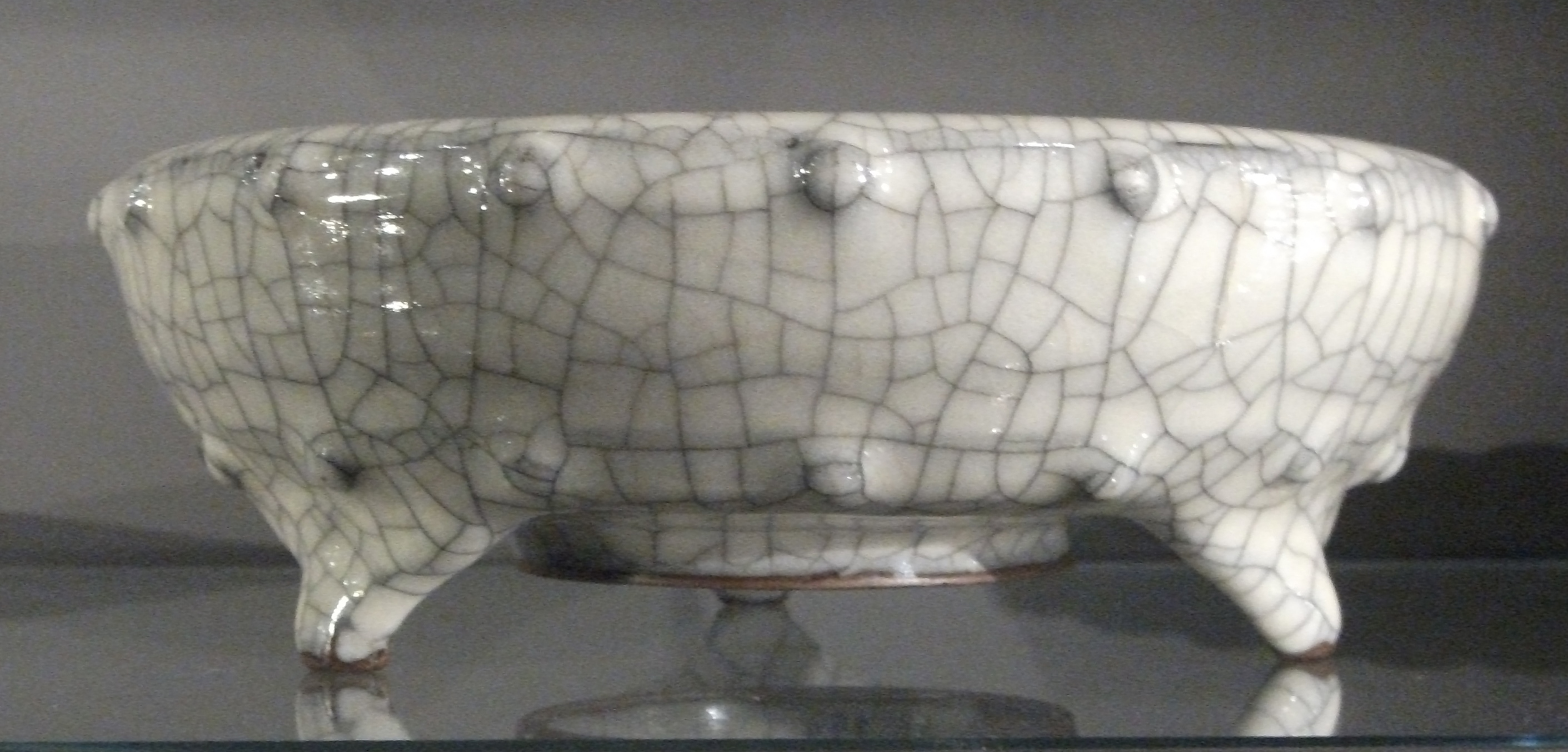
Một cái bát gốm Quan có chân, với vết rạn rõ nét (trong trường hợp này là cố ý tạo ra) trong lớp men.

Khuyết tật men là bất kỳ rạn nứt nào trên bề mặt của lớp men tráng, ảnh hưởng tới cấu trúc vật lý hoặc tương tác của nó với xương gốm.

## Vấn đề tương tác xương gốm/men
Các khuyết tật men có thể là kết quả của tính không tương thích của xương gốm với loại men được lựa chọn, các ví dụ bao gồm rạn nứt men và bong tróc men.

### Rạn nứt men
Rạn nứt men là là một mô hình mạng nhện gồm các vết rạn nứt xuyên qua lớp men. Nó do các ứng suất kéo lớn hơn mức mà lớp men có thể chịu được gây ra. Các lý do phổ biến cho những ứng suất như vậy là: sự không phù hợp giữa độ giãn nở nhiệt của lớp men và phần xương gốm; từ giãn nở ẩm của xương gốm; và trong trường hợp gạch ốp lát tráng men được ốp vào tường thì còn do chuyển động của tường hoặc của vật liệu liên kết được sử dụng để cố định gạch vào tường. Các vết rạn nứt có thể cho phép nước xâm nhập vào những chỗ nứt. Đồ gốm sau khi nung có xu hướng chống chịu rạn nứt tốt hơn do sự phát triển tốt hơn của lớp tiếp giáp bề mặt men/xương gốm, làm giảm độ dốc ứng suất giữa lớp men và xương gốm.
Trong nghề gốm, người ta thường phân biệt giữa hiện tượng rạn nứt men như một khuyết tật ngẫu nhiên và "rạn men" là khi cùng một hiện tượng nhưng được nhấn mạnh và cố ý tạo ra. Người Trung Quốc đặc biệt thích thú với những tác động ngẫu nhiên của rạn men, mặc dù nó trải dài trên một phổ rộng: trong đồ gốm Nhữ nó là một đặc điểm có thể chấp nhận được của hầu hết các vật phẩm gốm nhưng người ta không chủ ý tạo ra nó, trong khi đó với đồ gốm Quan thì các vết rạn lớn là một hiệu ứng mong đợi và sản phẩm được gọi là tráng men rạn.
Các nguyên nhân của rạn nứt men bao gồm:
- Không phù hợp giãn nở nhiệt: Sự phù hợp kém giữa men và sự giãn nở nhiệt của xương gốm là nguyên nhân chính gây ra hiện tượng rạn nứt men và có thể do:

- Nung non lửa dẫn đến không phát triển đủ sự giãn nở nhiệt của xương gốm.
- Nung quá nhanh, dẫn đến không đạt được sự ngấu nhiệt đầy đủ.
- Xương gốm có độ giãn nở nhiệt thấp.
- Men có độ giãn nở nhiệt cao.
- Nung quá lửa đối với đồ gốm thủy tinh.

- Giãn nở ẩm của xương gốm: Các xương gốm xốp hơi phồng lên do hút ẩm. Khi lớp men ở trạng thái chịu nén nhẹ thì điều này có thể là đủ để làm cho nó chịu sức căng. Vấn đề này dẫn đến rạn nứt trễ hay rạn nứt thứ cấp, xảy ra trong khoảng thời gian sau khi đồ vật gốm đã được sản xuất.
- Tráng men quá dày: Đây là một nguyên nhân phổ biến của rạn nứt men. Men đúng ra phải có khả năng chống lại rạn nứt thì lại có thể bị rạn nứt nếu được quét quá dày. Điều này là do bề mặt men càng xa xương gốm bao nhiêu thì lực nén tác động lên nó càng thấp xuống bấy nhiêu.
- Sốc nhiệt: Mở lò quá sớm trên 100 °C có thể gây ra hiện tượng rạn nứt và xỉn màu. Trên 200 °C thì sự cố nghiêm trọng có thể xảy ra, do sự thay đổi thể tích vì nghịch chuyển cristobalit (xảy ra ở khoảng 225 °C).
- Độ phù hợp của men: Là sự phù hợp giữa độ giãn nở nhiệt của men với độ giãn nở nhiệt của phần xương gốm mà nó được giữ trên đó. Để tránh rạn nứt, men phải chịu nén khi đồ vật gốm đã được làm nguội từ nhiệt độ lò nung xuống tới nhiệt độ phòng; để đạt được điều này, độ giãn nở nhiệt của men phải nhỏ hơn độ giãn nở nhiệt của phần xương gốm.

Thử nghiệm rạn nứt Steger là phương pháp đánh giá độ phù hợp của men. Nó được thực hiện bằng cách đo đạc bất kỳ sự biến dạng nào trong khi nguội của một thanh mỏng được tráng men ở một mặt. Một phương pháp phổ biến để kiểm tra đồ gốm tráng men về khả năng chống rạn nứt là để các đồ vật gốm tiếp xúc với hơi nước cao áp trong nồi chưng áp ở áp lực tối thiểu là 50 psi (344 kPa, 3,4 atmotphe).

#### Quy tắc Seger
Quy tắc Seger là một loạt các quy tắc kinh nghiệm được H. A. Seger đưa ra để ngăn ngừa sự rạn nứt men và bong tróc men. Để ngăn chặn rạn nứt men, xương gốm nên được điều chỉnh như sau: giảm đất sét, tăng silica tự do; thay thế một số đất sét viên bằng cao lanh; giảm fenspat; nghiền silica mịn hơn; nung gốm mộc ở nhiệt độ cao hơn. Ngoài ra, men cũng có thể được điều chỉnh: tăng silica và/hoặc giảm chất trợ dung; thay thế một số SiO2 bằng B2O3; thay thế các chất trợ dung có trọng lượng quy đổi tương đương cao bằng các chất trợ dung có trọng lượng quy đổi tương đương thấp hơn. Để tránh bị bong tróc, xương gốm hoặc men được điều chỉnh theo hướng ngược lại.

### Bong tróc
Men bị vỡ và bong tróc khỏi đồ gốm là do lớp men bị nén quá cao; điều này là do lớp men với thành phần như vậy có hệ số giãn nở nhiệt quá thấp để phù hợp với phần xương gốm. Nó là ngược lại với rạn nứt men, và các bước điều chỉnh phòng ngừa cũng là ngược lại: xem Quy tắc Seger trên đây. Bong tróc men còn gọi là vỡ men.

## Thôi kim loại
Các quy định đã có từ cuối thập niên 1960 để bảo vệ người tiêu dùng khỏi các nguy cơ tiềm ẩn từ các vật liệu độc hại, chủ yếu là kim loại, được giải phóng (còn gọi là thôi) từ men vào đồ uống và thực phẩm. Chì và cadmi là những kim loại được quan tâm nhiều nhất, mặc dù thử nghiệm có thể được mở rộng để bao gồm cả những kim loại khác. Xu hướng giải phóng kim loại của bất kỳ loại men nào có thể phụ thuộc vào các tương tác phức tạp giữa công thức được sử dụng với bất kỳ trang trí nào vẽ vào cũng như với môi trường lò nung.
Giám sát mức độ thôi kim loại từ đồ tráng men là một phần của quy trình kiểm soát chất lượng của tất cả các nhà sản xuất có uy tín. Các phương pháp thử nghiệm được quy định theo các tiêu chuẩn quốc gia và quốc tế, mặc dù việc thử nghiệm thường bao gồm: đồ đựng được ngâm hoặc đổ đầy dung dịch axit axetic 4%; đậy nắp và duy trì trong 24 giờ ở nhiệt độ phòng, mặc dù đối với các dụng cụ nấu ăn được đem thử nghiệm cần phải duy trì nhiệt độ cao hơn; dung dịch axit axetic được gạn ra khỏi bình và nồng độ của kim loại thôi vào dung dịch được đo bằng quang phổ học hấp thụ nguyên tử. Các giới hạn chấp nhận được luật pháp quy định. Mặc dù có sự khác nhau giữa các quốc gia, nhưng tất cả đều nằm trong phạm vi phần triệu (ppm). Một số quy định luật pháp được biết đến nhiều nhất là: 'Chỉ thị EC số 84/500/EEC 1984' (EC Directive 84/500/EEC 1984) của Liên minh châu Âu; đối với Vương quốc Anh là 'Quy định về (an toàn) đồ gốm GB số SI 1647, 1988' (GB Ceramic Ware (Safety) Regulations SI 1647, 1988); và đối với Hoa Kỳ là 'Hướng dẫn Chính sách Tuân thủ FDA 7117.06 và 7117.07 đối với cadmi và chì' (FDA Compliance Policy Guide 7117.06 and 7117.07 for cadmium and lead). Quy định của Việt Nam về quy chuẩn kỹ thuật quốc gia về vệ sinh an toàn đối với bao bì, dụng cụ làm bằng thủy tinh, gốm, sứ và tráng men tiếp xúc trực tiếp với thực phẩm đang có hiệu lực thi hành là Thông tư số 35/2015/TT-BYT ngày 28-10-2015.

## Các khuyết tật bề mặt men

### Phồng rộp
Một bọt khí lớn đôi khi xuất hiện như một lỗi trong đồ gốm sứ. Các vết phồng rộp (gọi là sần vỏ trứng hay sần vỏ cam) xuất hiện dưới dạng bọt khí lớn hoặc là nằm ngay bên dưới hoặc là xuyên qua bề mặt, để lại các gờ thô và sắc nhọn thu gom bụi bẩn. Bề mặt của men là loang lổ, rất khó ưa và trông giống như một khối bọt nước sôi, miệng phễu kín và lỗ châm kim.
Ở nhiệt độ cao, không khí nằm ở giữa các hạt rắn trong xương gốm, men cùng với các nguồn khí do cháy tạp chất hữu cơ và phân huỷ nguyên liệu sẽ toả ra khi men đang chảy. Do độ nhớt của men lúc này khá cao nên khí bị giữ lại và nằm ở dạng lỗ xốp kín trong men. Khi tăng nhiệt độ nung, độ nhớt của men giảm xuống, các bọt khí tăng thể tích do sự giãn nở nhiệt và do các bọt khí nhỏ liên kết lại thành các bọt lớn hơn, chúng dịch chuyển đến gần bề mặt men. Nếu kết thúc nung ở khoảng nhiệt độ này và bắt đầu thực hiện quá trình làm nguội thì các bọt khí lại co lại về thể tích, nó kéo màng men mỏng bên trên xuống dẫn đến việc hình thành các miệng phễu kín nằm bên trên bọt khí. Nhìn bề mặt lớp men trong trường hợp này có dạng sần vỏ trứng, vỏ cam và độ bóng lớp men bị giảm đi. Các miệng phễu kín nằm trên bọt khí thường có kích thước 25 – 40 mm hoặc lớn hơn và có thể thấy được bằng mắt thường.

### Cuốn men
Một loại khuyết tật xuất hiện dưới dạng những mảng trần trụi hình dạng không đều của xương gốm đã nung lộ ra qua lớp men nơi nó hoặc là không bám vào hoặc là thấm ướt xương gốm khi nung. Men ở rìa các vùng trống thường nhô lên và dày hơn. Nguyên nhân là sự liên kết yếu giữa men và xương gốm xuất phát từ vết nứt men hoặc từ vị trí tróc men ở vùng nhiệt độ thấp. Nếu độ nhớt, sức căng bề mặt của men giảm xuống, độ thấm ướt men của xương gốm tốt hơn thì các vết nứt, vết tróc men có thể được hàn lại toàn bộ hoặc một phần. Điều này cũng có thể là do các vệt dầu mỡ hoặc bụi bám trên bề mặt của đồ gốm sống / gốm nung mộc hoặc do sự co ngót của lớp nước áo men tráng trong quá trình sấy khô. Lỗi này nhiều khả năng xảy ra với các đồ gốm nung một lửa như các thiết bị vệ sinh.
Có thể tăng độ bám dính của men vào xương gốm để men không bị bong tróc ra ở vùng nhiệt độ thấp bằng cách đưa vào men các chất liên kết như đất sét dẻo và các loại keo hữu cơ. Sét bentonit đưa vào men với lượng 1-3% làm tăng đáng kể độ bền của lớp men cũng như độ bám dính của men vào xương. Tuy nhiên, đưa một lượng lớn sét dẻo vào men lại có thể gây nên các vết rạn nứt hay vết bong tróc ở lớp men khi sấy hoặc nung ở nhiệt độ thấp.

### Vết kim loại
Vết kim loại là những đường sẫm màu, thường kèm theo là sự hư hại trong lớp men, do kim loại lắng đọng trong quá trình sử dụng các đồ dùng bằng kim loại. Dao kéo, hoặc các loại đồ vật kim loại tương đối mềm khác, sẽ để lại vết kim loại rất mỏng trên mặt đồ gốm nếu lớp men bị rỗ nhỏ. Một lớp men có thể có bề mặt khuyết tật này khi nó rời khỏi lò nung tráng men, hoặc nó có thể phát triển sau đó một bề mặt như vậy do không đủ độ bền hóa học. Lỗi này còn được gọi là dấu vết dao kéo.

### Bọt khí, lỗ chân kim và lỗ chân lông
Một loại lỗi thường là kết quả của bọt khí trong men khi nó nóng chảy, vỡ ra nhưng chỉ được hàn lại một phần. Các bọt khí thường là khí có nguồn gốc từ không khí bị mắc kẹt giữa các hạt của men bột khi lớp men bắt đầu chín, hoặc từ các khí sinh ra từ các hợp chất cacbonat.
Nếu nhiệt độ nung tăng cao thì độ nhớt của men giảm xuống và kích thước bọt khí càng tăng lên và bọt di chuyển thuận lợi qua lớp men ít nhớt để thoát ra ngoài. Tại bề mặt men, bọt bị vỡ ra và để lại các miệng phễu khuyết men. Khi đó, nếu độ loãng của lớp men không đủ cao thì tốc độ dàn men từ các vị trí xung quanh vào vị trí khuyết men chậm, làm cho nhiều miệng phễu không được lấp đầy men khi làm nguội, tạo thành các miệng phễu hở với kích thước lớn nhỏ khác nhau, tương ứng gọi là các lỗ chân lông, lỗ chân kim.
Các ví dụ cụ thể về các khuyết tật rỗ bọt khí là lỗ chân kim và lỗ chân lông. Chúng là những lỗ chân kim to nhỏ khác nhau hoặc miệng phễu hở đôi khi xuất hiện trong gốm không thủy tinh tráng men khi chúng được nung trong lò hấp trang trí. Nguyên nhân của khuyết tật này là do sự phát triển của hơi nước, bị hấp phụ bởi xương gốm xốp trong khoảng thời gian giữa nung tráng men và nung trang trí, thông qua các vết nứt nhỏ trong lớp men.